# Bothriocyrtum californicum
Bothriocyrtum californicum là một loài nhện trong họ Ctenizidae.
Loài này thuộc chi Bothriocyrtum. Bothriocyrtum californicum được Octavius Pickard-Cambridge miêu tả năm 1874.

## Hình ảnh

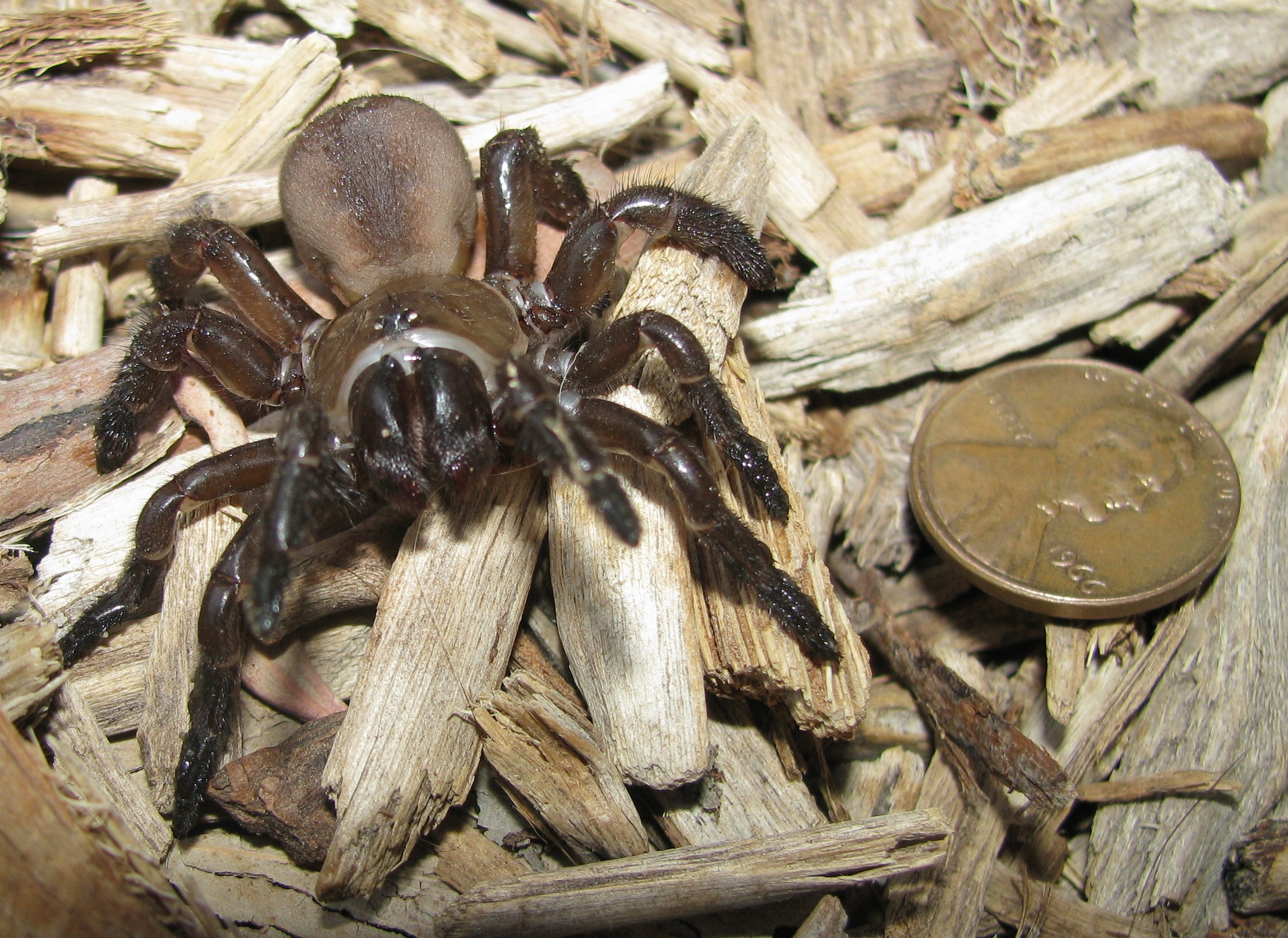
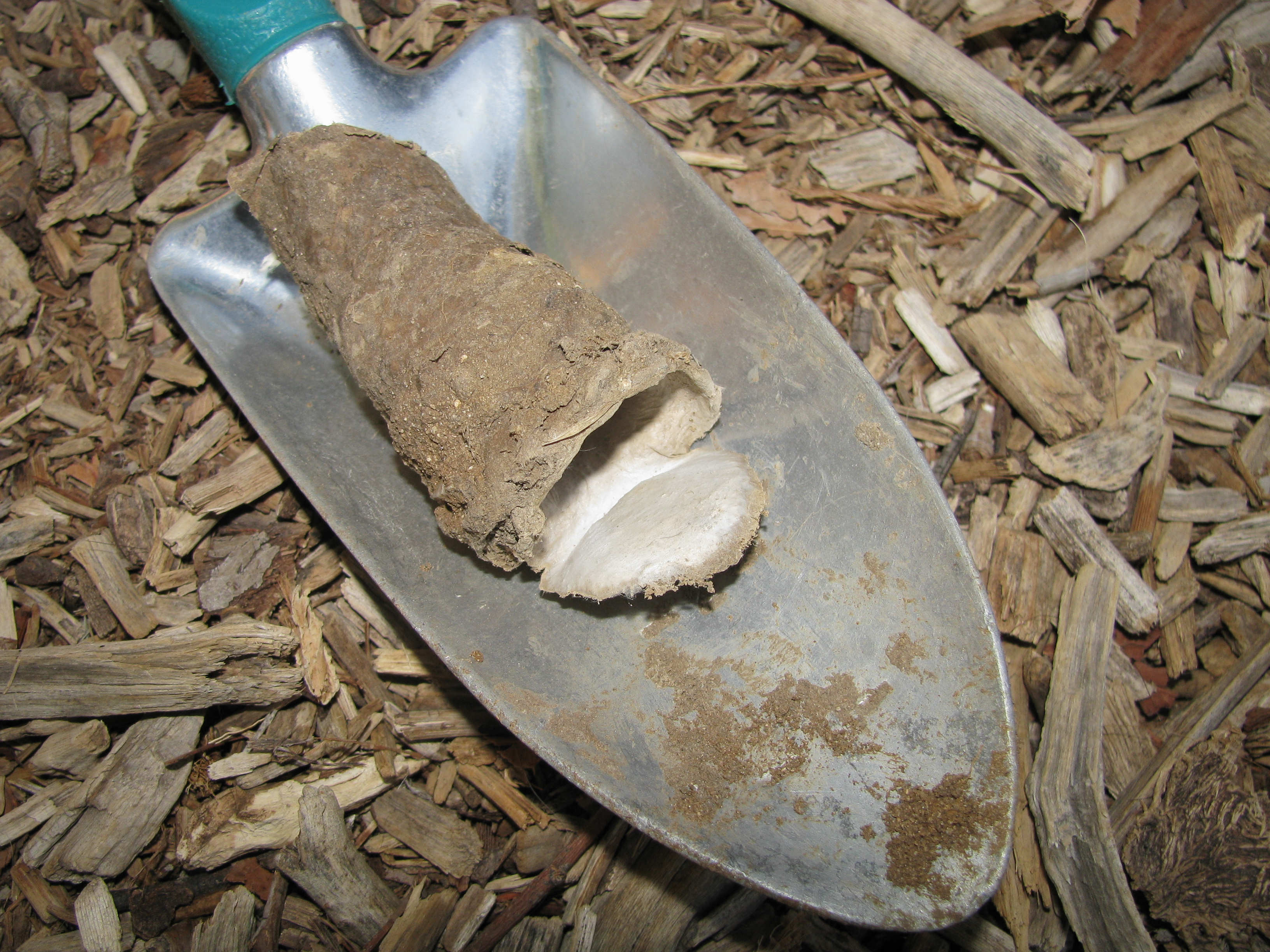
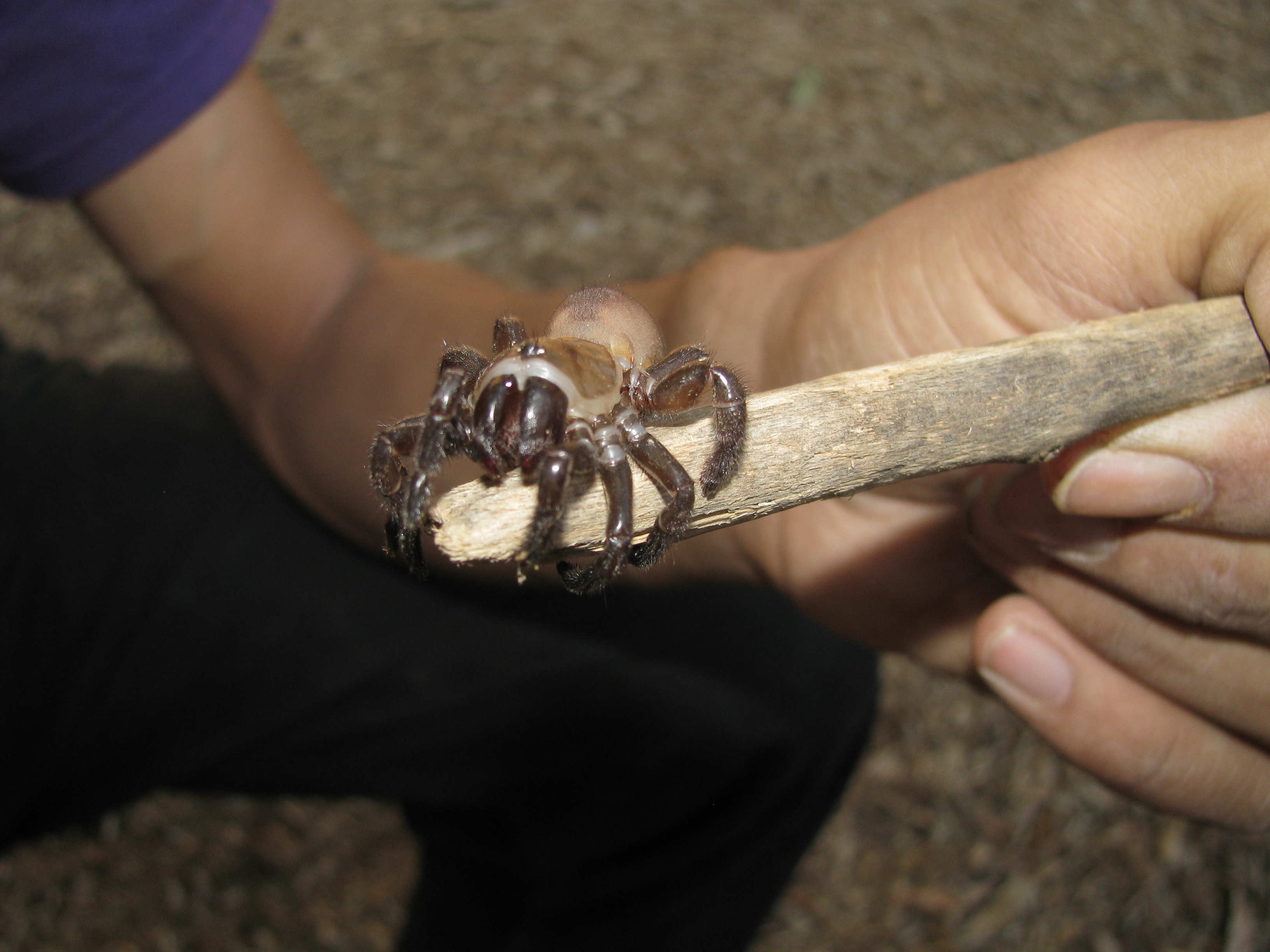
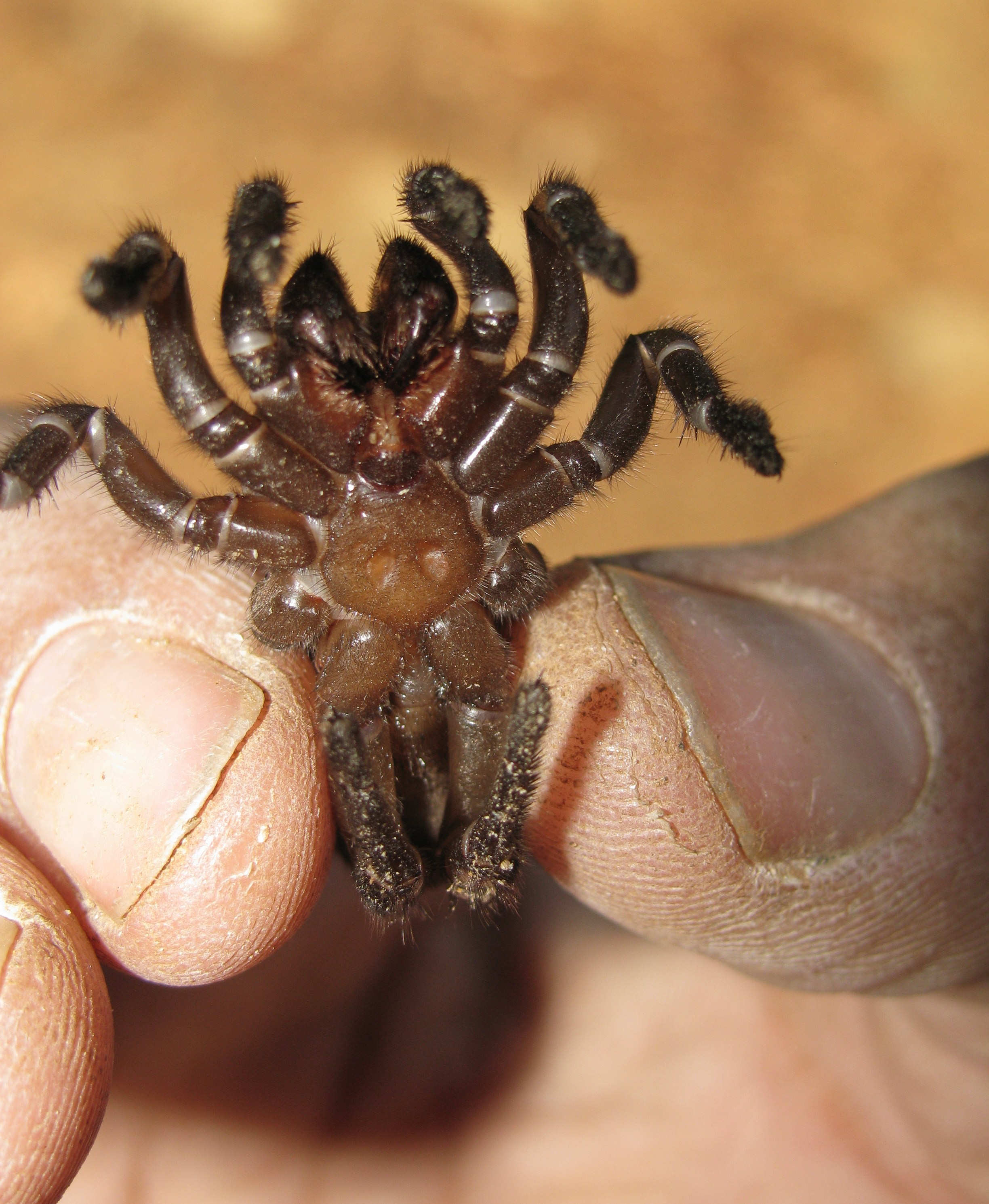